# Arvin Slagter
Arvin Slagter (født 19. september 1985) er en hollandsk basketballspiller som deltog i de olympiske lege 2020.
Ved sommer-OL 2024 i Paris vandt han en guldmedalje i 3x3-turneringen for mænd.